# Ilf a Petrov

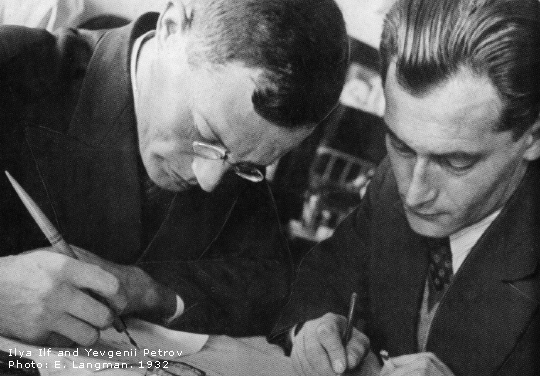
Ilf a Petrov

Ilf a Petrov, celým jménem Ilja Ilf (3. října 1897 – 13. dubna 1937) a Jevgenij Petrov (30. listopadu 1903 – 2. července 1942), oba narození v Oděse, byli sovětští spisovatelé, spoluautoři. Psali své prózy společně a obecně jsou známi jako „Ilf a Petrov“. 
Jejich spolupráce trvala deset let. Proslavily je zejména satirické romány, z nichž hned ten první společný, Dvanáct křesel (1928), se stal klasikou literárního humoru, byl přeložen do mnoha jazyků a dočkal se bezpočtu vydání. Román má i své pokračování, Zlaté tele (1931). V obou románech hraje hlavní roli „velký kombinátor“ Ostap Bender, mimořádně schopný manipulátor a podvodníček. Oba romány byly přeloženy do češtiny a dočkaly se filmových i televizních zpracování. Roku 1935 společně projeli Spojené státy americké a napsali o tom satirický cestopis Odnoetažnaja Amerika (1936). Zážitky z Ameriky využili i ve svém románu Tonja z roku 1937.
Ilja Ilf, vlastním jménem Jechijel-Leib ben Arje Fajnzilberg, zemřel roku 1937 na TBC, která u něho byla opětně diagnostikována během cesty do Ameriky. Jeho smrt se pokusila zneužít nacistická propaganda v listu Der Angriff tvrzením, že spáchal sebevraždu v důsledku údajné kritiky na Moskevském sjezdu spisovatelů. Toto tvrzení bezprostředně odmítl v deníku Pravda Petrov, přesto tato verze občas přežívá u některých životopisců.
Jevgenij Petrov, vlastním jménem Jevgenij Petrovič Katajev, po smrti svého partnera pokračoval především v publicistické činnosti v časopisech Literarnaja gazeta a Ogoňok, orientoval se zejména na uměleckou reportáž a filmový scénář. Padl na frontě v roce 1942 během „Velké vlastenecké války“, zahynul v troskách letadla jako válečný zpravodaj. Jeho bratr spisovatel Valentin Petrovič Katajev popsal společné dětství v románu Na obzoru plachta bílá.

## Překlady do češtiny
- Dvanáct křesel, přel. Naděžda Slabihoudová, Svět sovětů, Praha 1959
- Zlaté tele, přel. Naděžda Slabihoudová, SNKLU, Praha 1962